# Henri Robert
Henri Louis Joseph Robert (Grasse, 30 settembre 1899 – Mougins, 7 luglio 1987) è stato un profumiere francese. Ha preso il posto di direttore della sezione profumi di Chanel alla morte di Ernest Beaux, il celebre creatore di Chanel No. 5, nel 1961. 

## Biografia
Robert è nato nel 1899 a Grasse, la città dei profumi, inizia la propria carriera come profumiere con la Maison Chiris. In seguito lavora per Parfums d'Orsay ed in seguito Coty. Con lo scoppio della seconda guerra mondiale, Henri Robert si trasferisce a New York continuando a lavorare come profumiere per Coty dal 1940 al 1943. Infine Henri Robert fu assunto da Chanel per il quale lavorò sino alla propria morte, avvenuta nel 1987.
Henri Robert è lo zio del famoso profumiere Guy Robert.

## Principali profumi creati
Coty
- Le Muguet des Bois (1936)

Bourjois
- Glamour (1953)
- Ramage (1951)

Chanel
- Pour Monsieur (1955)
- Chanel No. 19 (1970)
- Cristalle (1974)